# Tuhu
Tuhu – wieś w Estonii, w prowincji Lääne, w gminie Lihula. W okolicach wsi swoje źródła ma rzeka Tuudi, która jest dopływem rzeki Kasari.